# Gianfranco Lazzer
Gianfranco Lazzer (San Stino di Livenza, 4 luglio 1955) è un ex velocista italiano.

## Biografia
Con la staffetta 4×100 metri italiana fu medaglia d'oro ai Giochi del Mediterraneo di Spalato 1979, in cui conquistò anche la medaglia d'argento nei 100 metri alle spalle di Pietro Mennea, ed alle Universiadi di Città del Messico 1979, in quest'ultima circostanza stabilendo anche il record europeo.
Vittoria nei 60 metri al coperto (1980) campionati nazionali.
Record personale sui 100 m: 10.27 s (1979).
Oggi Lazzer, rimasto in Polizia, ha lavorato a Portogruaro e Jesolo, successivamente pensionato  ed assessore nel comune della sua città natale.

## Palmarès
| Anno | Manifestazione          | Sede              | Evento      | Risultato | Prestazione | Note           |
| ---- | ----------------------- | ----------------- | ----------- | --------- | ----------- | -------------- |
| 1979 | Universiade             | Città del Messico | 4×100 metri | Oro       | 38"42       | Record europeo |
| 1979 | Giochi del Mediterraneo | Spalato           | 100 metri   | Argento   | 10"47       |                |
| 1979 | Giochi del Mediterraneo | Spalato           | 4×100 metri | Oro       | 39"27       |                |